# Lithification

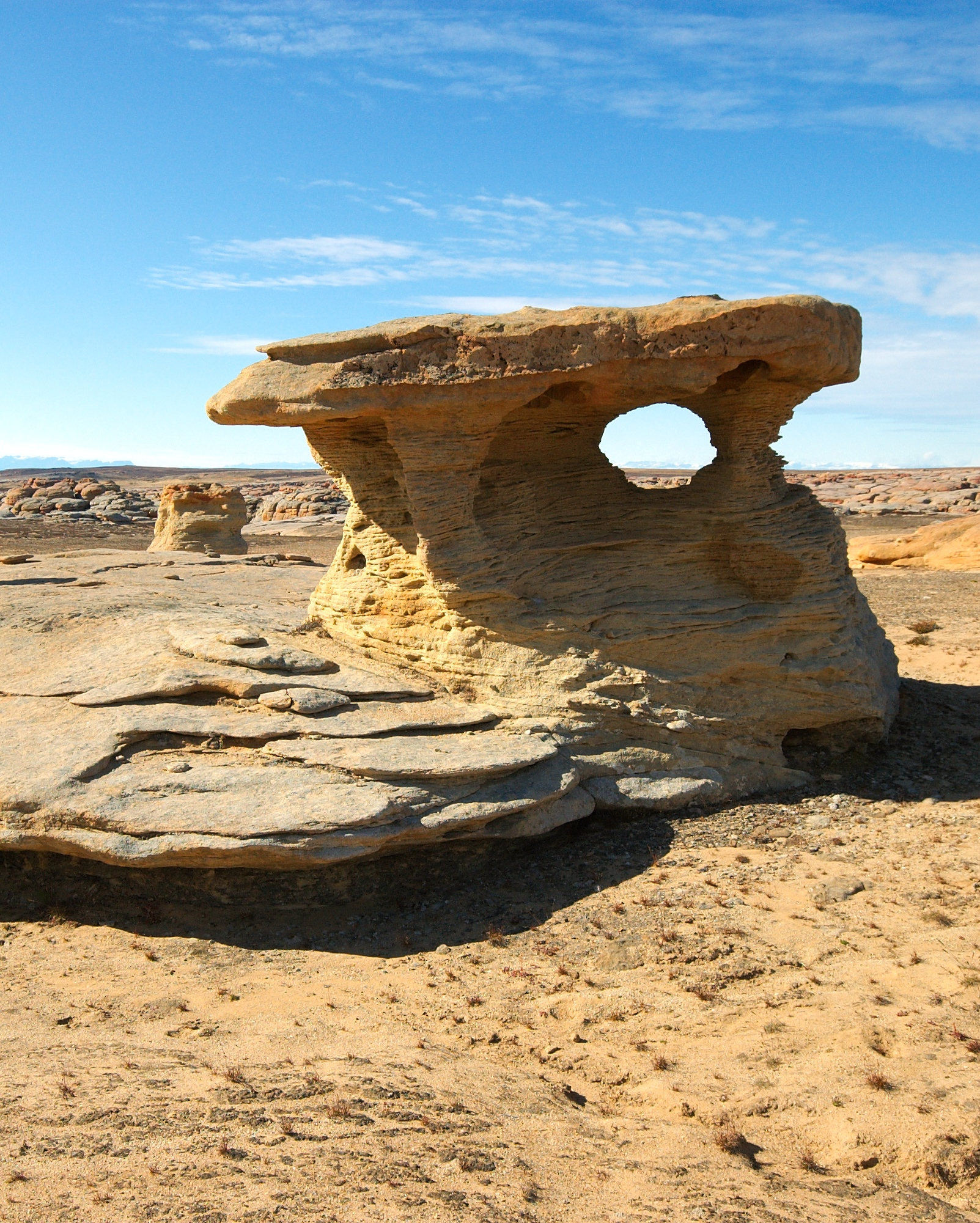
Les roches sédimentaires sont issues de la lithification de sédiments.

La lithification (du mot grec lithos signifiant « roche » et du suffixe latin facere signifiant « faire ») est le processus géologique qui transforme les sédiments en roches sédimentaires par compaction et cimentation. Les forces de compression et l'élévation de température résultante proviennent des masses de sédiments récents qui se déposent au fil du temps au-dessus de sédiments plus anciens.
La lithification ne doit pas être confondue avec la pétrification, processus de remplacement de matière organique par des minéraux lors de la fossilisation.